# Воррен Фрост
Воррен Фрост (англ. Warren Frost, 5 червня 1925 — 17 лютого 2017) — американський актор кіно та телебачення, відомий ролями в серіалах Твін Пікс, Метлок, Шоу Ларрі Сандерса і Сайнфелд , а також телевізійних фільмах Психо 4: На початку (1990) і Протистояння (1994), учасник Другої світової війни.

## Військова служба та навчання
У віці 17 років У.Фрост був призваний на службу до Військово-морських сил США під час Другої світової війни. Він служив на борту сторожового корабля USS Borum (DE-790) в Європі, брав участь у висадці військ Нормандії під час Операції «Нептун».
У віці 21 рік він вступив в англійський коледж Middlebury у Вермонті.

## Акторська кар'єра
У.Форест почав кар'єру актора, ще навчаючись в Університеті Міннесоти. Також він працював художнім керівником театру Химера в Сент-Пол в штаті Міннесота.
Актор також знявся у 1972 році в невеликій, але виразній ролі у художньому фільмі Бійня номер п'ять, що знімався в місті Міннеаполіс (штаті Міннесота).
Також У.Фрост знімався у відомих серіалах Твін Пікс, Метлок, Шоу Ларрі Сандерса та Сайнфелд.

## Родина
У. Фрост був батьком романіста, телевізійного сценариста і продюсера Марка Фроста, актриси Ліндсей Фрост та письменника Скотта Фроста.
Його онук Лукас Гіоліто є відомим бейсболістом
У.Фрост помер у власному будинку в м. Middlebury, що в штаті Вермонт 17 лютого 2017 року, після тривалої хвороби на 92 році життя

## Вибрана фільмографія
- 1990: Психо 4: На початку, роль: доктор Лео Річмонд
- 1991: Безпідставне обвинувачення (Помилкові Затримання)
- 1991: Метлок: Свідок вбивства, Біллі Льюїс
- 1991: Незручний свідок (Незручна жінка)
- 1992: Твін Пікс: вогонь, іди зі мною, д-р Hayward
- 1992: Метлок: Канікули, Біллі Льюїс
- 1992: Нападники (Порушники)
- 1993: Метлок: Фатальне спокушання, Біллі Льюїс
- 1993: Метлок: Викрадення, Біллі Льюїс
- 1993: Дій, Сестра 2, митрополит.

## Серіали
- 1951—1957: Goodyear Television Playhouse, Джин Марлі
- 1955—1958: Navy Log, Шугарт
- 1986—1994: Закон Лос-Анджелеса
- 1986—1995: Метлок, Біллі Льюїс
- 1990—1991: Твін Пікс, доктор Вілл Хейворд
- 1990—1998: Сайнфелд (Seinfeld), пан Росс
- 1994: Втеча до раю (The Byrds of Paradise), Рекс Палмер
- 1994: Протистояння (The Stand), Джордж Річардсон
- 2017: Твін Пікс: Повернення (Twin Peaks: The Return), доктор Вілл Хейворд